# Confederação Brasileira de Orientação

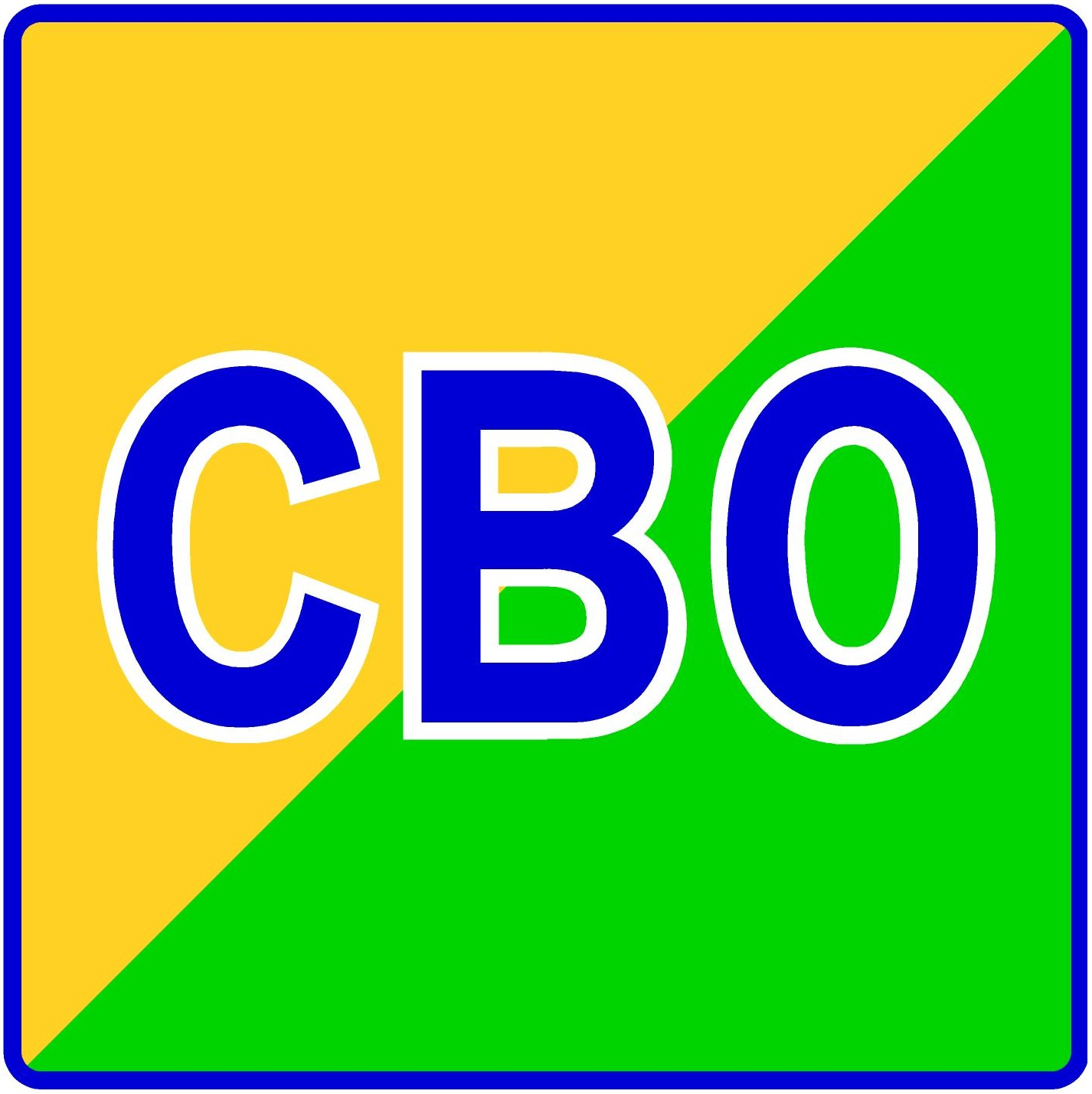
Logo

Die Confederação Brasileira de Orientação (abgekürzt CBO) ist der nationale Orientierungslaufverband Brasiliens.

## Geschichte
Bereits 1994 wurde Brasilien als assoziiertes Mitglied in den Orientierungslauf-Weltverband IOF aufgenommen. Damit war Brasilien nach Kuba das zweite lateinamerikanische Land in der IOF. Am 11. Januar 1999 wurde in Guarapuava die CBO gegründet. Als erster Präsident wurde José Otavio Franco Dornelles, der einen wesentlichen Einfluss auf die Geschichte des Orientierungslaufes in Brasilien hat, gewählt. Durch die Gründung eines nationalen Verbandes konnte Brasilien beim IOF-Kongress im August 1999 im schottischen Inverness als Vollmitglied in die IOF aufgenommen werden.